# Scaphochlamys pusilla
Scaphochlamys pusilla là một loài thực vật có hoa trong họ Gừng. Loài này được Yen Yen Sam miêu tả khoa học đầu tiên năm 2010.

## Mẫu định danh
Mẫu định danh: Sam FRI 50260; thu thập ngày 10 tháng 7 năm 2007 ở Khu bảo tồn động vật hoang dã Krau, huyện Temerloh, bang Pahang, Malaysia. Holotype lưu giữ tại Viện Nghiên cứu rừng Malaysia ở Kepong, Selangor (KEP), isotype lưu giữ tại Vườn Thực vật Singapore (SING).

## Từ nguyên
Tính từ định danh pusilla là tiếng Latinh (giống đực: pusillus, giống trung: pusillum) nghĩa là rất nhỏ, rất bé, không đáng kể.

## Phân bố
Loài này có tại Khu bảo tồn động vật hoang dã Krau, huyện Temerloh, bang Pahang, Malaysia bán đảo. Loài cây thân rễ nhỏ sống lâu năm này được tìm thấy trong rừng khộp (Dipterocarpaceae) vùng đất thấp, ở cao độ 125–347 m. Nó ưa địa hình thoai thoải gần bờ suối và bờ sông, đặc biệt phong phú trong các khoảng trống giữa các tán cây nhỏ với thảm thực vật mặt đất thưa thớt.

## Mô tả
S. pusilla với kích thước nhỏ trông giống như S. baukensis, nhưng khác ở hình dạng phiến lá. Kiểm tra gần các cụm hoa cho thấy nhiều điểm khác biệt, đặc biệt là ở các đặc điểm hoa. Các lá bắc hoa của S. pusilla nhỏ hơn nhiều so với S. baukensis (12–19 × 5–9 mm so với 20–24 × 13–15 mm) và xim hoa bọ cạp xoắn ốc bao gồm ít nhất 7 hoa so với S. baukensis chỉ bao gồm 1–2 hoa mỗi xim hoa bọ cạp. Hai đặc điểm khác biệt khác để phân biệt S. pusilla với S. baukensis là kích thước của các nhị lép bên và cấu trúc của đầu nhụy. Kích thước của nhị lép và thùy tràng hoa của S. pusilla là tương đương trong khi chiều dài của các nhị lép của S. baukensis chỉ bằng một nửa chiều dài thùy tràng hoa của nó. S. pusilla có đầu nhụy giống như mỏ chim và có lông rung trong khi S. baukensis có đầu nhụy hình phễu và rậm lông.